# Nervus musculocutaneus
Der Nervus musculocutaneus („Muskel-Haut-Nerv“) entspringt dem Plexus brachialis. Er bezieht beim Menschen Fasern aus dem 5.–7. Halssegment (C5–C7) des Rückenmarks, bei Haustieren aus C6–C8. Bei den Huftieren verbindet er sich am Oberarm mit dem Nervus medianus (sog. Ansa axillaris). 

## Verlauf
Der Nerv zieht nach Verlassen des Fasciculus lateralis des Plexus brachialis nach distal am lateralen Rand des Musculus pectoralis minor und durchsticht den Musculus coracobrachialis. Im weiteren Verlauf zieht er zwischen dem Musculus brachialis und Musculus biceps brachii nach distal in Richtung der Ellenbeuge, von wo aus er im Weiteren als sensibler Hautast (Nervus cutaneus antebrachii lateralis) die Außenseite des Unterarms innerviert.

## Muskeläste
Der Nervus musculocutaneus innerviert die Muskeln auf der ventralen (Vorder-)Seite des Oberarms, die Beuger des Ellbogengelenks sind oder/und eine Anteversion im Schultergelenk bewirken:
- Musculus biceps brachii
- Musculus brachialis
- Musculus coracobrachialis

## Hautast
Nach Abgabe der Muskeläste tritt der Nerv zwischen Musculus biceps brachii und Musculus brachialis an die Oberfläche.
Beim Menschen wird dieser Hautast als Nervus cutaneus antebrachii lateralis bezeichnet. Er innerviert die speichenseitige (radiale) Partie des Unterarms sensibel.
Bei Haussäugetieren wird der Hautast als Nervus cutaneus antebrachii medialis bezeichnet. Er innerviert die Haut medial am Unterarm, bei Huftieren reicht sein Innervationsgebiet bis zum Fesselgelenk, umfasst also auch den dorsomedialen Teil des Vordermittelfußes.

## Klinische Aspekte
Eine Schädigung des Nerven führt zu einem Ausfall der Beugung des Ellbogengelenks. Je nachdem wie weit oben (proximal) die Schädigung lokalisiert ist, kommt es gegebenenfalls zum Ausfall des Musculus coracobrachialis und damit zu einer schwachen Störung des Nachvornziehens (Anteversion) des Oberarms und der Fixierung des Kopfes des Oberarmknochens im Schultergelenk. Darüber hinaus kann es beim Menschen zur Beeinträchtigung der Auswärtsdrehung (Supination) des Armes kommen. Bei Tieren äußert sich eine Nervenschädigung als leichte Gangstörung.
Daneben führt die Schädigung des Nervs zu Sensibilitätsausfällen in dem Hautgebiet, welches er sensibel innerviert.
Eine Neurektomie des Nervs kann bei funktionslosem Arm und Kontraktur des Ellbogengelenks angewendet werden.